# Comitas kuroharai
Comitas kuroharai is een slakkensoort uit de familie van de Pseudomelatomidae. De wetenschappelijke naam van de soort is voor het eerst geldig gepubliceerd in 1962 door Oyama.